# Гельмінтози
Гельмінто́зи (англ. helminthiasis) — інфекційні паразитарні хвороби, які спричинюють гельмінти. Гельмінтози у більшості країн світового медичного простору зараховують як до паразитарних, так і до інфекційних хвороб.

## Актуальність
- Третє місце у світі по захворюваності серед інфекційних хвороб займають кишкові гельмінтози;
- 25 % населення Землі уражено гельмінтозами;
- за оцінками близько 100 млн дітей мають затримку в рості та інші серйозні негаразди через гельмінтози;
- кожен житель тропіків уражений в середньому 3—4 гельмінтозами, субсахарної Африки — 2—3; Азії, Південної та Центральної Америки — 1;
- в Європі уражений щонайменше 1 гельмінтозом кожен третій житель;
- на території Україні можуть зустрічатися близько 30 гельмінтозів.

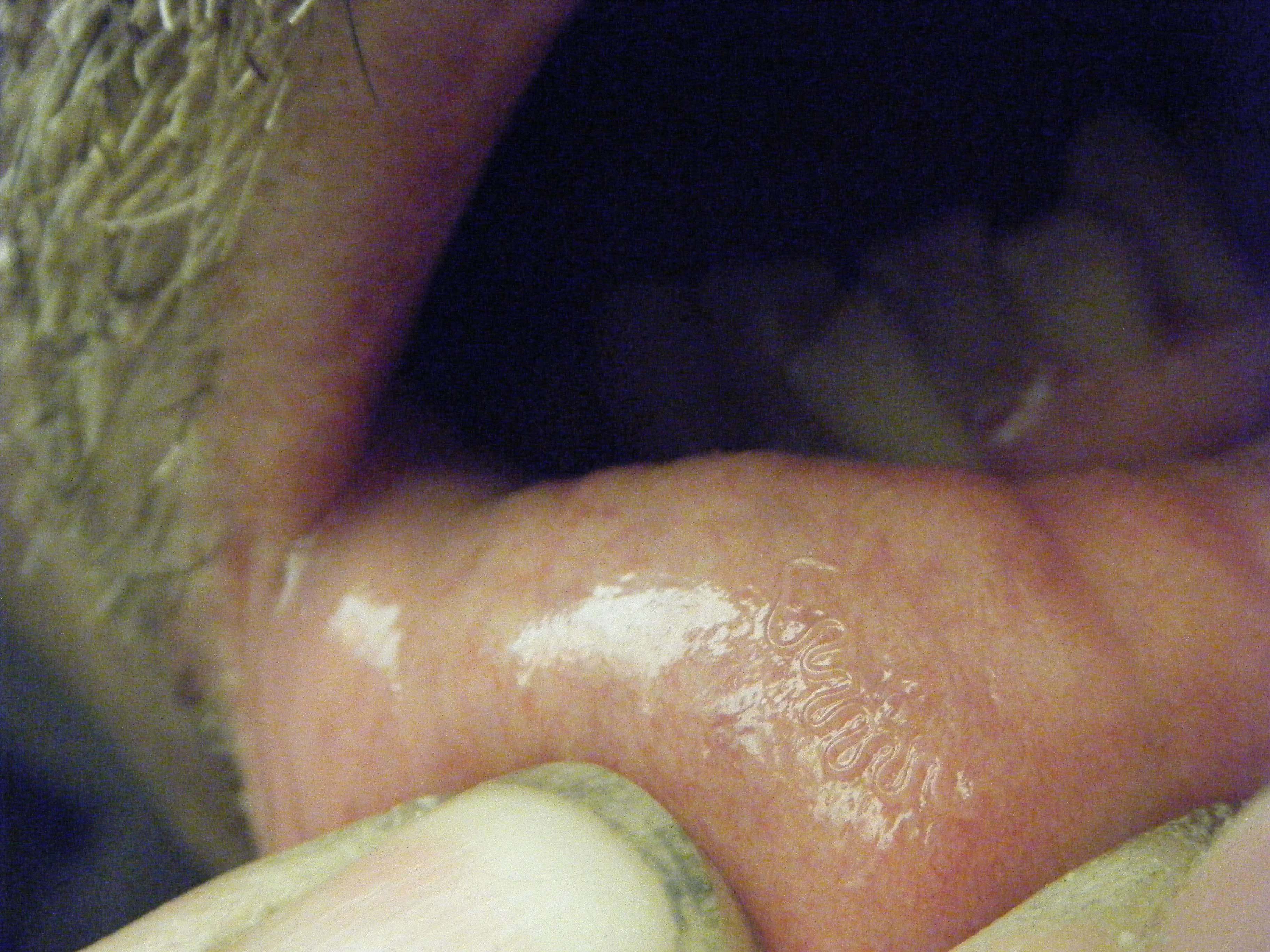
Нематода Gongylonema pulchrum в слизовій оболонці нижньої губи людини.

## Поширеність
- приблизно два мільярди людей потерпають через геогельмінтози по всьому світу, серед них абсолютно переважають нематодози[8];
- ентеробіоз в розвинених країнах помірного клімату уражає від 10 до 90 % населення;
- у світі хворіє на аскаридоз 1,22 мільярда людей, більше 600 тисяч помирає, переважно дітей[9];
- на трихоцефальоз хворіє близько 795 млн людей, у зоні тропіків і субтропіків інвазію виявляють у 40—50 % дитячого населення, в зоні помірного клімату — до 36 %. У деяких тропічних країнах рівень ураженості місцевого населення досягає 90 %[10];
- близько 1,4 мільярда людей в 73 країнах потенційно можуть бути заражені на лімфатичні філяріїдози, близько 120 млн хворіють, а 40 млн. людей через ці хвороби є інвалідами[11];
- на анкілостомідоз та некатороз хворіє 1,05 мільярдів жителів планети. В Індії через це економічні втрати складають 842 млн. доларів США на рік. 40 млн вагітних мають анемію через ці гельмінтози[12];
- шистосомози потенційно загрожують 700 млн людей у світі в 78 країнах, а 249 млн є зараженими й отримують відповідне лікування[13];
- стронгілоїдозом уражені близько 100 млн осіб[14];
- сліпота від онхоцеркозу на сьогодні реєструється у 31-й країні Африки і 5-ти країнах Південної Америки[15]
- трематодозами уражено близько 50 млн осіб у світі[16].

В Україні офіційно щорічно реєструється 400—600 тис. захворілих, переважно на ентеробіоз й аскаридоз.

## Загальні клінічні прояви гельмінтозів

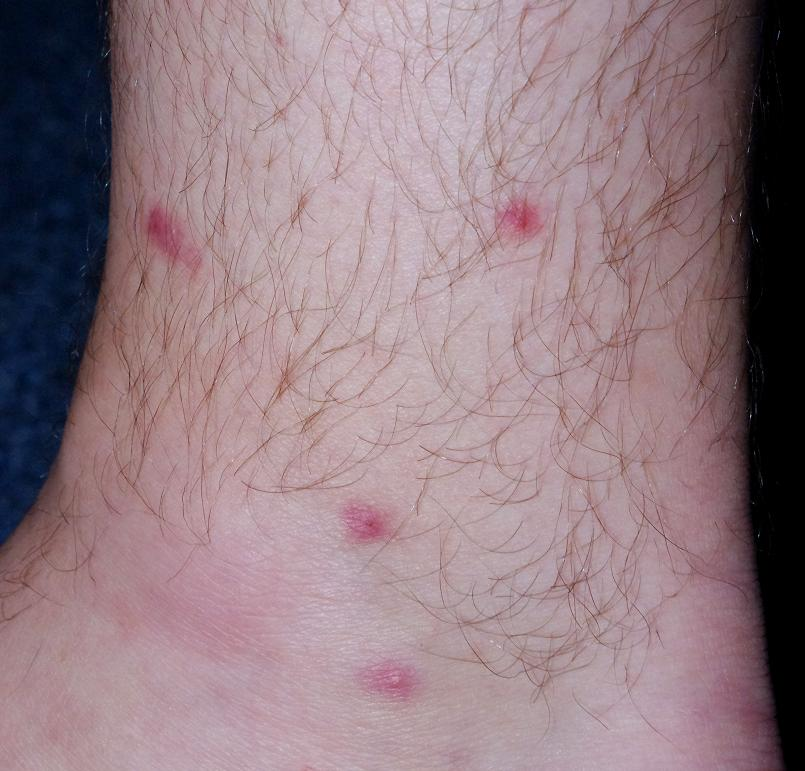
Шкірні висипання при церкаріозному дерматиті — «свербежі купальщика», ураженні личинками трематод

У клінічному перебігу гельмінтозів виділяють:
- Гостра фаза тривалістю від 1 тижнів до 3 місяців з можливими проявами у вигляді:
підвищення температури тіла;
шкірних висипань;
лімфаденопатії;
еозинофілії та гіпереозінофілії;
різноманітних органних ушкоджень.
- Хронічна фаза (патогенний вплив на людський організм визначається видом, локалізацією і способом харчування гельмінта, інтенсивністю інвазії), яка проявляється:
порушенням харчування хворого;
анемізацією;
механічним пошкодженням тканин у зоні паразитування гельмінта;
алергічними й токсичними реакціями;
зниженням загальної та місцевої реактивності;
канцерогенною дією.

Такі виражені клінічні й лабораторні прояви спостерігаються при масивних інвазіях, серйозних супутніх захворюваннях, загальному ослабленні організму. При невеликих рівнях зараження гостра й, навіть, хронічна фази можуть перебігати малосимптомно або, взагалі, приховано.

## Методи підтвердження гельмінтозів і їх збудників у організмі людини

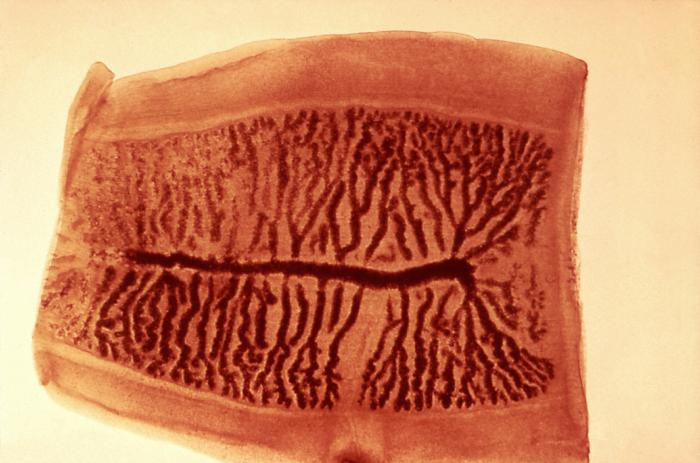
Проглотида бичачого ціп'яка при мікроскопії

Сучасні методи діагностики глистяних інвазій на сьогодні включають:
- мікроскопічний:

- копровоскопія з використанням різних методик:

 — нативний мазок фекалій для виявлення яєць гельмінтів;
 — товстий мазок фекалій з целофаном по Като для виявлення яєць гельмінтів;
 — після зішкребу з періанальних складок для виявлення яєць та гострика;
 — методика липкої стрічки Грехема;
 — методика Гіммельфарба при ентеробіозі;
 — методика мікроскопії калу після попереднього збагачення флотацією чи осадженням (методики Телемана, Фюллеборна, Калантарян, Рітчі та ін.);
 — методика очищення калу детергентами (пральні порошки) від супутніх біологічних домішок;
 — методика мікроскопії консервованих мазків фекалій після очищення калу детергентами;
- виявлення живих личинок гельмінтів (закручування по Шульману, методики Бермана, Брумпта, Харада-Морі та ін.) — методика прямої мікроскопії проглотид стрічкових гельмінтів,
- методика мікроскопії на яйця дуоденального вмісту, мокротиння, сечі, крові тощо при позакишкових гельмінтозах;

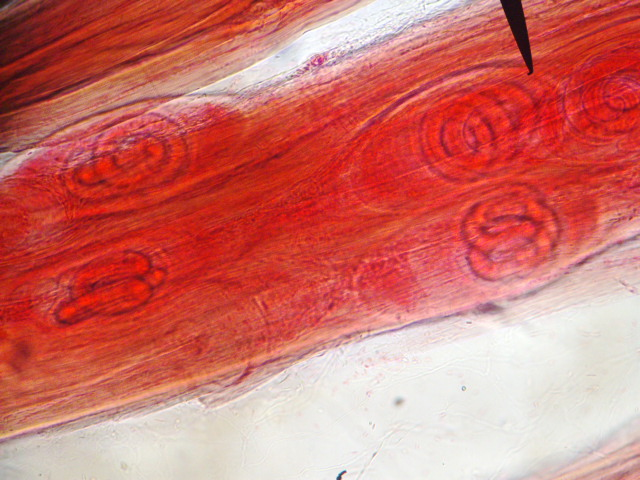
Личинки трихінел у м'язах людини.

- патоморфологічний — дослідження біоптатів м'язів при трихінельозі, тканин при цистицеркозі тощо;
- цитологічний — дослідження вмісту паразитарних кіст при ехінококозі й альвеококозі;
- серологічний — різного роду серологічні реакції (РНГА, РЗК, РІФ та ін.);
- топічна діагностика — ультразвукове дослідження органів, МРТ, КТ та ін.

## Лікування гельмінтозів

### Принципи лікування гельмінтозів
Повинні відповідати наступному:
- призначення протигельмінтних препаратів необхідно проводити з урахуванням особливостей паразита;
- при масивній інвазії, особливо у дітей, щоб уникнути токсичних реакцій внаслідок масивної загибелі гельмінтів, слід починати протигельмінтну терапію з половинної дози препарату;
- терапія повинна бути комплексною, спрямованої не тільки на знищення гельмінта, але і на ліквідацію наслідків його життєдіяльності: алергічних розладів, анемії (дифілоботріоз), запалення жовчовивідних шляхів (опісторхоз) та ін.;
- лікування повинно проводиться під суворим контролем паразитологічних методів — для вирішення питання, чи відбулась повна санація хворого від гельмінта;

### Препарати для сучасного лікування гельмінтозів
Синтетичні препарати поділяють на:
- засоби, що порушують функцію нервово-м'язової системи у круглих червів (піперазин, левамізол, пірантел);
- засоби, що паралізують нервово-м'язову систему у стрічкових червів й сисунів (празиквантел);
- засоби, що порушують утилізацію глюкози у різних гельмінтів (мебендазол, альбендазол);[17]

### Інші види лікування
При деяких гельмінтозах на перший план виступає хірургічне лікування — при дирофіляріозі, деяких цестодозах — ехінококозі, альвеококозі, цистицеркозі тощо.
При певних кишкових гельмінтозах важливим фактором в лікуванні є введення кисню усередину кишечника. Можливе використання рослинних протигельмінтних препаратів (полин цитварний квітки (Flores Cinae), пижмі квітки (Flores Tanaceti), насіння гарбуза (Semen cucurbitae)), хоча їхня ефективність менша, аніж у синтетичних препаратів.

### Цікаві факти
- Ліки для вигнання глистів («умертвіння черв'яків»), описання яких містить папірус Еберса, включає серед інших компонентів і «кісточки фініків і рослини дісарт по 1/8 частини, солодкого пива — 25 частин». Пропис закінчується словами: «зварити, змішати, випити — вийде зараз». Арнольд з Віланова — один з авторів Салернського Кодексу здоров'я (Regimen Sanitatis Salernitanum) на початку XIV ст. рекомендує інший засіб: «Не цурайтесь від м'яти за те, що вона не поспішно з живота і шлунка глистів та черв'яків виганяє».
- Ібн-Сіна (980—1037) наводить такі ознаки наявності у хворого паразитичних черв'яків: слинотеча, нудота та метеоризм після їжі, скрип зубами, особливо уві сні. Для лікування «демонів» аскарид, Ібн-Сіна рекомендує пити настій цитварного полину з молоком, а від гостриків приймати оман та чистотіл з цукром, запиваючи водою. Ці рекомендації з точки зору сучасної медицини не викликають заперечень, хоча, безумовно, сучасні препарати є значно більш ефективними і менш токсичними.
- Митрополит Серафим (Чичагов), у своїх «Медицини бесідах» дає рецепт: «Дві столові ложки очищеного гарбузового насіння дрібно потовкти, і залити чотирма ложками спирту. Настоювати три дні. Процідити і приймати теж три дні. Схема прийому: по двадцять крапель настоянки на столову ложку води щогодини».

## Профілактика гельмінтозів
Включає комплекс заходів — санітарний благоустрій населених місць, охорона ґрунту і води від забруднення фекаліями, знешкодження нечистот, призначених для добрив, а також систематична боротьба з мухами. Сувора ветеринарна експертиза м'ясних продуктів на наявність трихінел, фін бичачого й свинячого цип'яків тощо.
Ретельне миття рук перед їжею, після відвідування туалету, контакту з землею. Ретельне миття овочів, ягід і фруктів; достатня термічна обробка м'ясних і рибних продуктів. Бажано утримуватися від купання в забруднених прісних водоймах, розташованих неподалік від пасовищ, водопоїв тварин та ін.

Широка санітарна пропаганда серед населення. При появі підозри про наявність гельмінтів — звернутися до лікаря. Потрібно масове планове обстеження населення з метою виявлення та лікування інвазованих гельмінтами.